# Edificio Libertador
El Edificio «Libertador General San Martín», o simplemente Edificio Libertador, es la sede del Ministerio de Defensa, del Estado Mayor General del Ejército y del Estado Mayor Conjunto de las Fuerzas Armadas. Se encuentra en la calle Azopardo 250, a pocos metros de la Casa de Gobierno, en el barrio de Monserrat de la ciudad de Buenos Aires, República Argentina.

## Historia

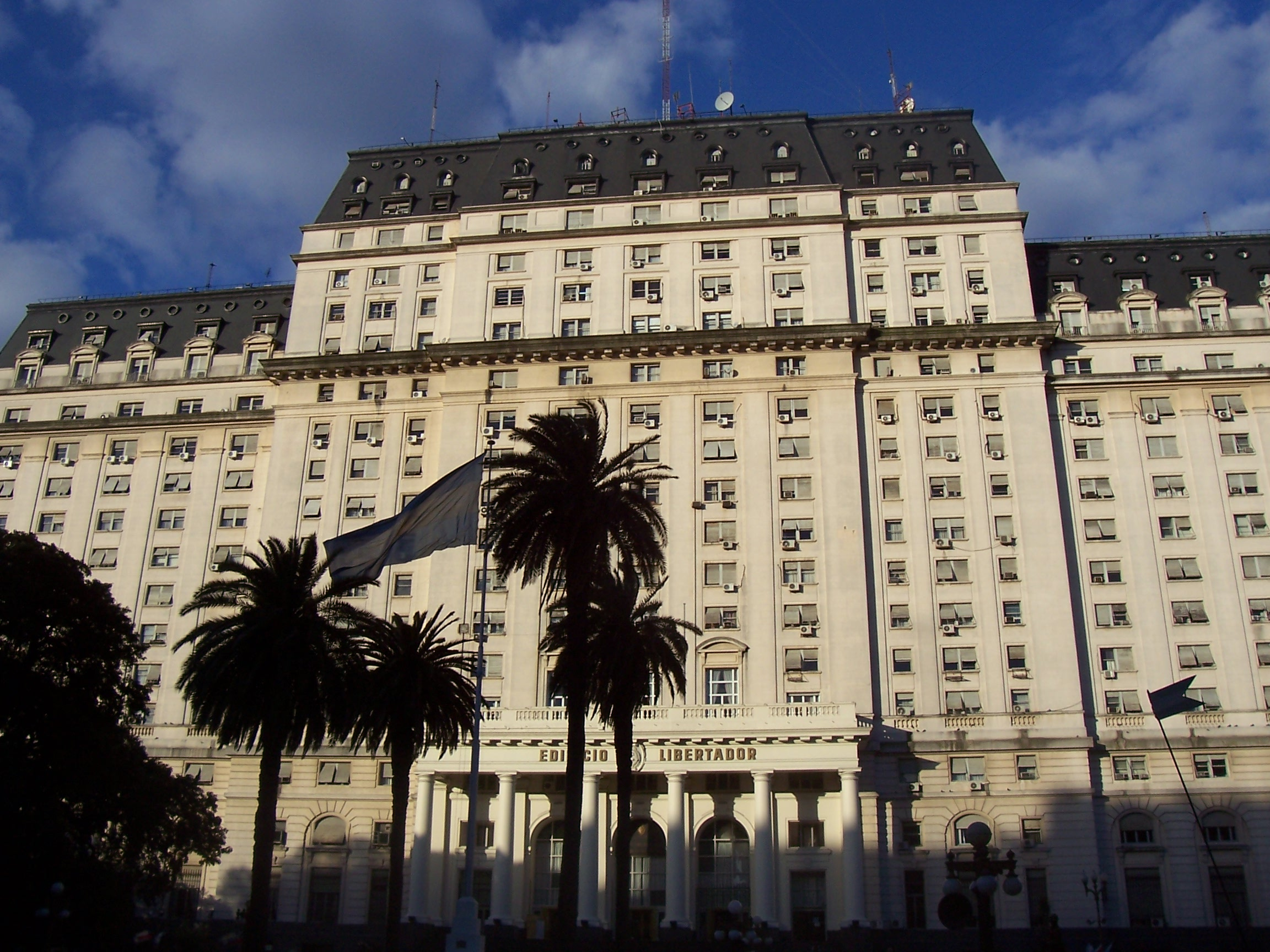
Fachada.

En tiempos del presidente Agustín Pedro Justo (1932-1938), con el rápido crecimiento del Estado, se hizo inminente la necesidad de construir una sede adecuada para el Ministerio de Guerra, que se amplió considerablemente. El edificio fue proyectado por el arquitecto Carlos Pibernat, bajo el ala de la Dirección General de Ingenieros, en 1935. La idea original también contemplaba la construcción de un edificio gemelo sobre la calle Rosales, que alojaría al Ministerio de Marina, que finalmente ocupó el actual Edificio Guardacostas.
Se trató de un gran proyecto monumental con reminiscencias del estilo academicista francés, con un remate con mansarda de pizarra, y basamento con pórtico de entrada. Cuenta con una planta baja de doble altura y 16 pisos altos que ocupan hasta la mansarda.
El edificio, cuya construcción comenzó en 1938, fue distribuido en dos bloques con las fachadas que miran al este y al oeste de 230 metros de longitud. Ambos pabellones están unidos por una sección central que posee dos patios internos que brindan aire y luz a las oficinas. Contó con ascensores y sistemas de comunicación de la firma alemana Siemens, un sistema de seguridad y un túnel subterráneo conectándolo con la cercana Casa Rosada. 
Luego de la distribución de los distintos sectores del edificio a las cuantiosas áreas y secciones del Ejército, de la instalación de los archivo y de las bibliotecas, el Ministerio de Guerra fue inaugurado en abril de 1943 por el presidente Ramón Castillo, cuando su ministro de Guerra era Pedro Pablo Ramírez.
El edificio recibió el nombre de «Edificio Libertador» en 1950, año del centenario del fallecimiento del general José de San Martín, uno de los libertadores de América. El presidente Juan Domingo Perón decretó aquel el Año del Libertador General San Martín en su homenaje.

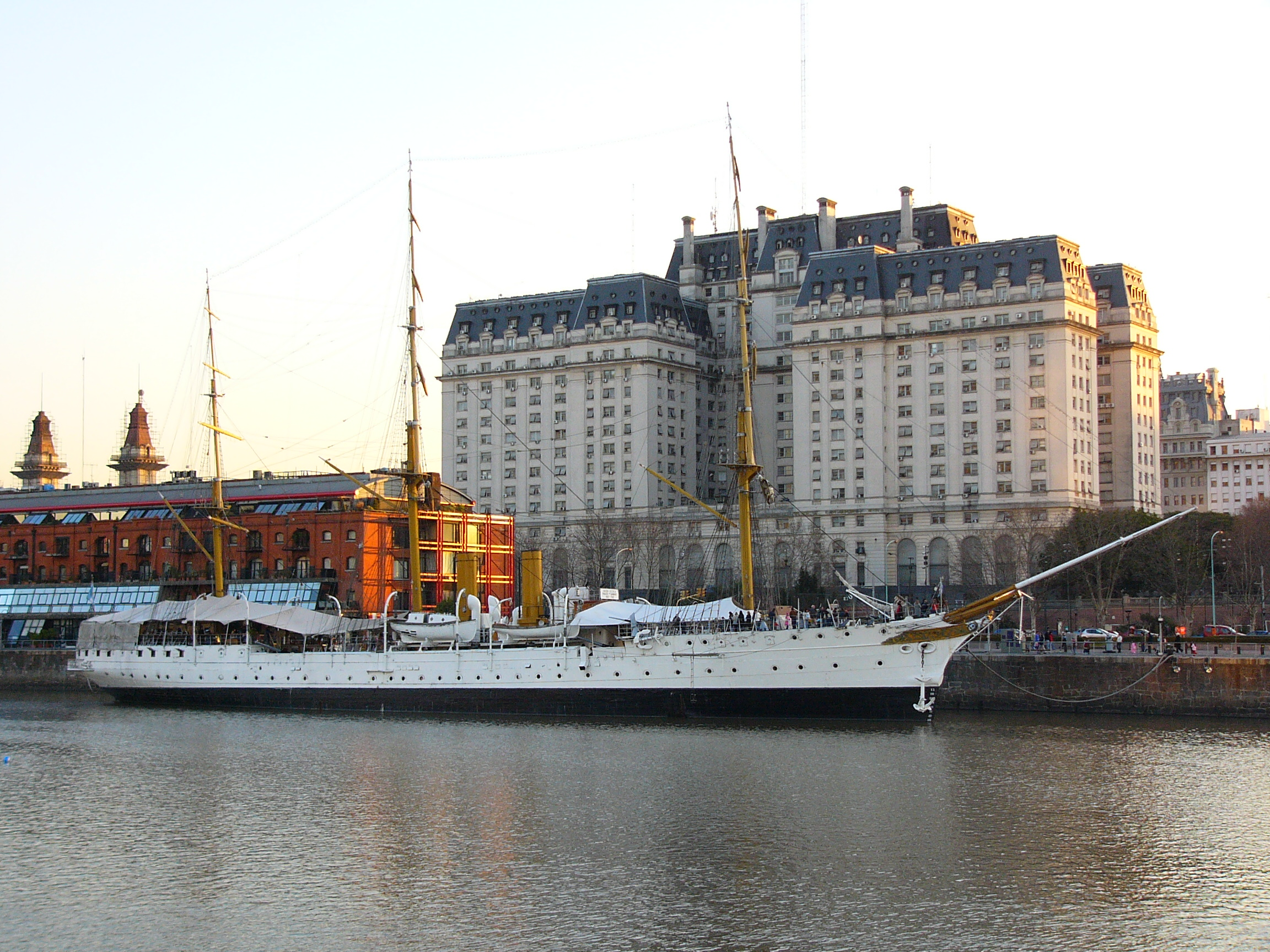
Vista desde Puerto Madero

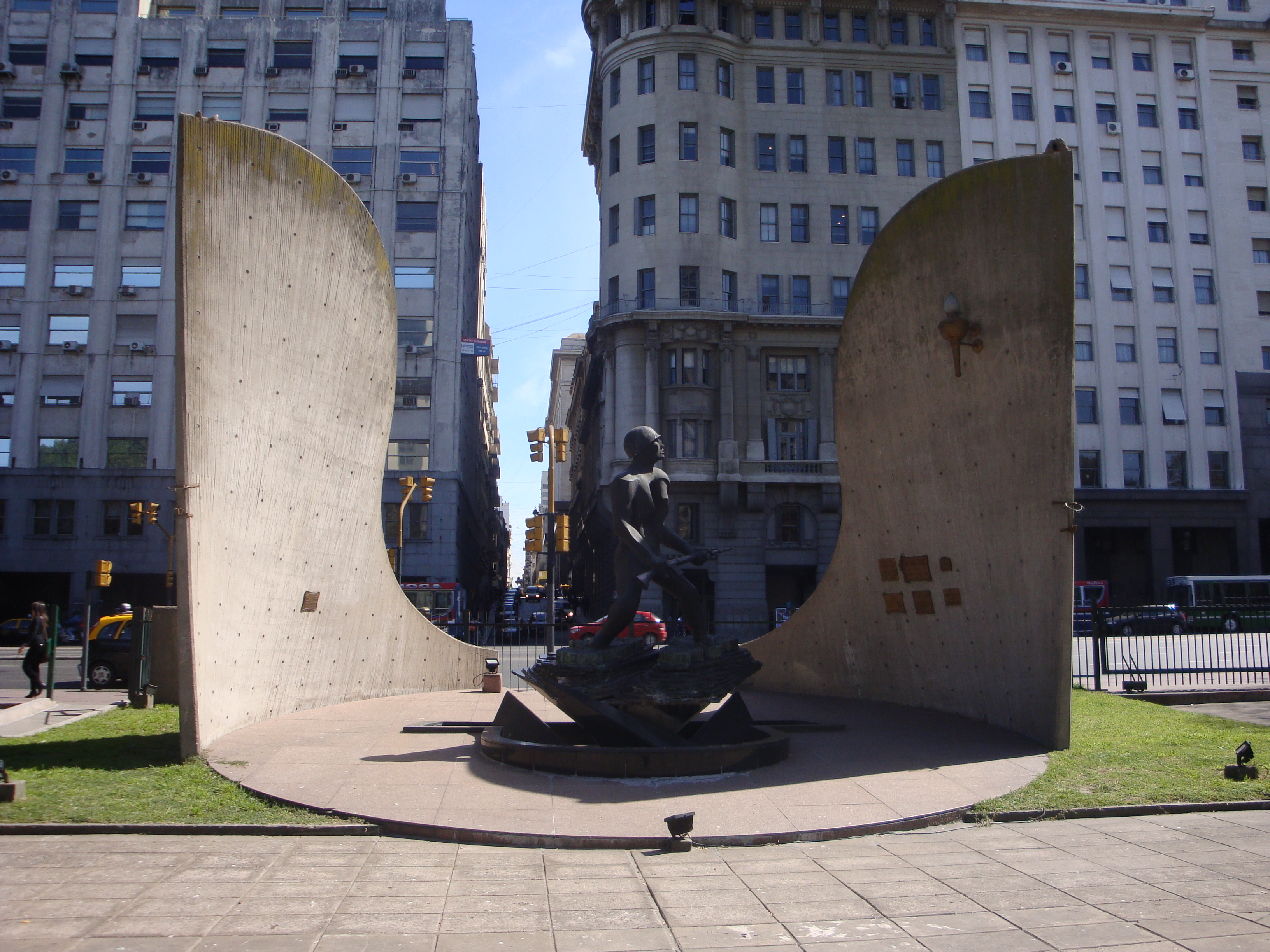
Monumento en el parque.

El 16 de junio de 1955 se produjo un intento de golpe de Estado, la Plaza de Mayo y otros puntos de la ciudad de Buenos Aires fueron bombardeados por aviones de la Armada Argentina, y el presidente salvó su vida resguardándose en el Ministerio de Ejército, al cual llegó mediante el pasaje subterráneo. El 16 de septiembre el golpe de Estado se concretó meses después Revolución Libertadora.
El 15 de marzo de 1976 en la playa de estacionamiento del Edificio explotó una bomba colocada por la organización armada Montoneros. Como resultado quedaron heridos cuatro coroneles y otros 18 militares y civiles con destino en el Comando General del Ejército. La explosión provocó destrozos en las instalaciones y los edificios de Casa de Gobierno y otras dependencias.
El 3 de diciembre de 1990 el alzamiento militar "carapintada" comandado por Mohamed Alí Seineldín (desde su encierro en el cuartel militar de San Martín de los Andes) tomó control del Edificio Libertador, en la única toma de este edificio en la historia argentina. Un grupo de oficiales y suboficiales rebeldes estuvo en control de las instalaciones y una fracción mantuvo bajo su custodia el frente del edificio durante horas. Después del fracaso del alzamiento en los otros cuarteles tomados el grupo declarado en rebeldía depuso su actitud.

## Estilo arquitectónico
El Edificio Libertador representa la transición entre el academicismo francés, imperante en la Argentina desde 1880 hasta 1930, y el estilo racionalista, un movimiento iniciando a extender fuera Europa y los EE. UU. Se adoptó el estilo denominado Renacimiento Francés con remate de mansarda de pizarra importada, que cubre los tres pisos superiores. Sus fachadas, en forma de sillería, están revestidas en símil piedra París compuesto de cemento blanco, mármol y arena calcárea, pulido a piedra fina. La arquitectura exterior del edificio es de estilo clásico, uniendo la simplicidad de sus líneas y monumentalidad en su composición de conjunto, mientras que el estilo de sus interiores corresponde al clasicismo despojado. Un ejemplo de esto último es el imponente Salón San Martín, de gran altura, composición clásica y diseño simétrico, el cual cuenta con sus pisos y paredes revestidas en mármol.

## Funciones

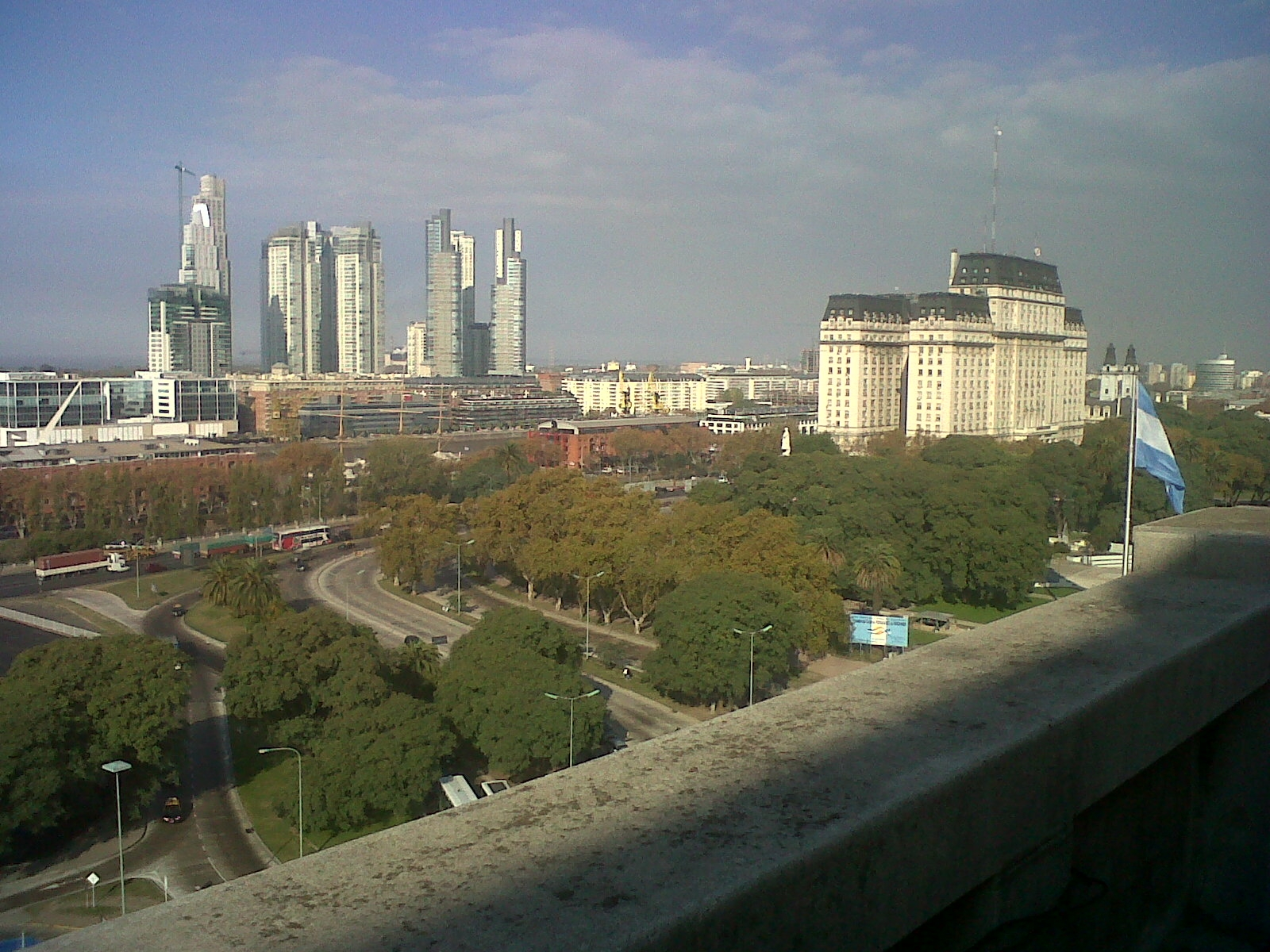
Edificio Libertador y Puerto Madero

Originalmente ocupado solo por el Comando en Jefe del Ejército y el Estado Mayor General del Ejército, desde fines de la década de 1980, el edificio también aloja el Ministerio de Defensa y el Estado Mayor Conjunto, que hasta entonces habían estado alojados en un edificio más pequeño, al otro lado de la avenida Paseo Colón.
En 2009 la ministra de Defensa Nilda Garré decidió que las oficinas del piso 13 deberían ser desalojadas en un plazo perentorio por parte del Grupo Militar de los Estados Unidos en la Argentina, que se alojaba en ese lugar desde la década de 1960, instalados en el marco de la Guerra Fría.